# تفاعل مجري

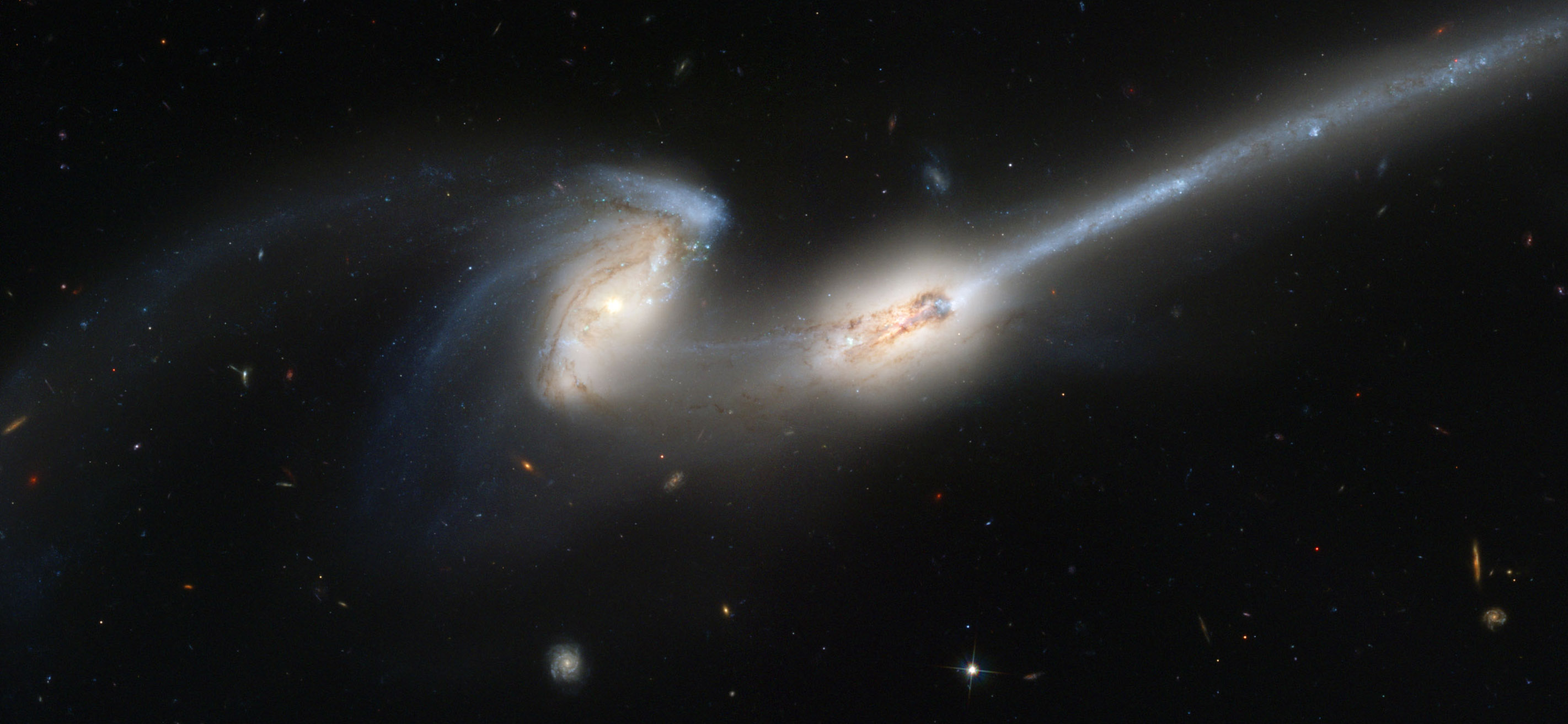
تصادم مجرتي الفئران.

التفاعل المجري أو الاصطدام المجري هو عملية اندماج مجرتين مع بعضهما البعض، فهو أشبه باندماج لا اصطدام. يعتقد العلماء أن تلك الظاهرة كانت سائدة بين مجرات صغيرة بعد فترة وجيزة من الانفجار العظيم حيث كانت المسافات بينها لا زالت صغيرة، ومنها نشأت المجرات الكبيرة. عملية التحام مجرات نشاهدها الآن في مناطق مكتظة بالمجرات الصغيرة وسرعتها النسبية تكون صغيرة فيحدث الالتحام. أما بالنسبة إلى المجرات السريعة فتعمل سرعاتها على تخللها بعضها البعض ثم الافتراق ثانيا. كما قد يحدث في بعض الأحيان أن تمر مجرتين ببعضهما البعض فقط من دون حدوث التحام أو تخلل. ويعتقد العلماء أن مجرة إهليجية تنشأ من التحام مجرتين قرصيتين أو مجرتين حلزونيتين أو أكثر.

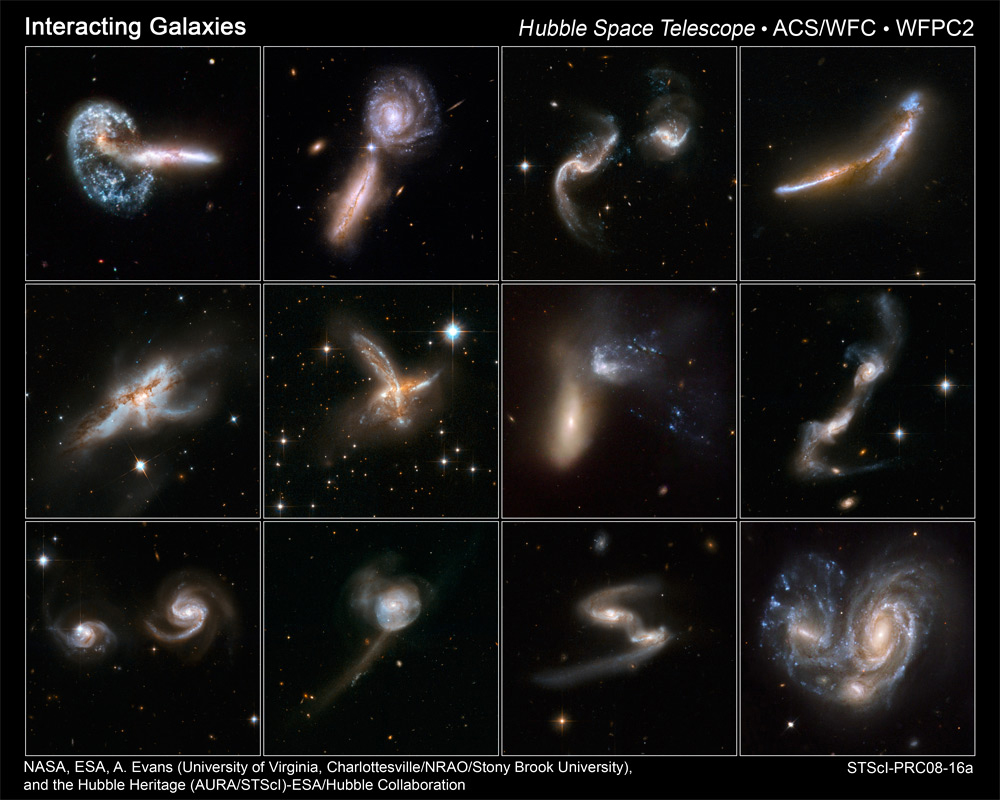
نخبة من 59 صورة لمجرات تتفاعل وتصطدم ببعضها، نشرتها ناسا وإيسا بمناسبة 18 عاما على تدشين تلسكوب هابل الفضائي.

في الوقت الحالي نشاهد تصادما أو تصادمين بين مجرتين من كل 100 مجرة. وتدل الشواهد على أنه بعد نحو مليار سنة من الانفجار العظيم التحم العديد من المجرات القزمة وكونوا مجرات كبيرة.

## الاصطدام مع مجرة المرأة المسلسلة (أندروميدا)
بسبب ظاهرة الانزياح نحو الأحمر يعلم الفلكيون الآن أن جميع المجرات تبتعد عنا بشكل دائم وذلك بسبب نظرية توسع الكون. لكن هناك استثناء يحدث في مجموعتنا المحلية مثل مجرة المرأة المسلسلة (أندروميدا) الهائلة (المعروفة بـ«مسييه 31»)، فهي تتجه نحونا بسرعة تبلغ 300 كيلومتر/الثانية (تم اكتشاف ذلك بواسطة ظاهرة الانزياح نحو الأزرق). تبعد عنا الآن نحو 2.6 مليون سنة ضوئية وبعد 4 مليارات سنة تقريباً قد تصطدم بمجرتنا، وقد تنشأ منهما مجرة أكبر عظيمة. والسؤال الآن ماذا يحدث للأرض عن هذا الالتقاء والتلاحم؟ وأغلب الظن أنه لن يحدث كثيرا للأرض بسبب أن المسافات بين النحوم سواء في مجرتنا أم في مجرة أندروميدا عظيمة جدا جدا بحيث يكون احتمال تصادم نجمين صغيرا جدا جدا، اللهم أن حدث وانزاحت المجموعة الشمسية وأصبحت بالقرب من قلب المجرة أو بالقرب من قلب مجرة أندروميدا فتكون معرضة لإشعاعات شديدة فتاكة تصعب معها الحياة على الأرض. ما يهدد الأرض أثناء ذلك الحين وهو الشيء الأكيد أن الشمس ستتطور لكي تصبح عملاقا أحمرا خلال 4 - 5 مليار سنة قادمة. سيتمدد الغلاف الشمسي الخفيف حتي يصل نصف قطرها إلى مدار المريخ. قبل حدوث ذلك سترتفع درجة الحرارة على الأرض ارتفاعا يجفف المحيطات ولا تصلح الحياة على الأرض في تلك الظروف.

## رتب المجرات

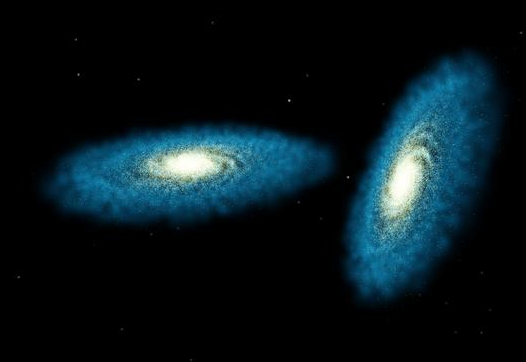
تمثيل أجرته ناسا لإلتقاء مجرتين بزاوية معينة. وسيكون الناتج مجرة ليست مستوية.

يبدوا أن البنية الكونية تميزها رتب معينة من البنيات الصغيرة إلى البنيات الكبيرة. فابتداء وجدت المجرات، ثم تكون من بعضها مجموعة مجرية، وهذه ترتبط ببعضها البعض مكونة عناقيد مجرية أكبر، وتجمع بعضا منها فيما يسمى العناقيد العظمى Super cluster.
كان الغاز الأولي من الهيدروجين والهيليوم المادة الأولي التي تكونت منها النجوم والمجرات. وكون هذا الغاز المجرات الأولية بعد الانفجار العظيم. وتعتبر المجرات الأولية التي نشأ من هذا الغاز عن طريق الجاذبية (وهي قوى تصل إلى حدود مالانهاية وتعتمد على الكتلة)، فتأثيرها لا ينتهى عند حد ولكن تأثيرها يضعف بزيادة المسافة)، ولم تكن نجوم قد نشأت فيها في ذلك الطور. وبدأ تطور تجمعات المجرات بتوزيع متساوي للغاز فيها مع تركيز جزء منه في قلب مجرة.
ومن مجرات قزمة عديدة تكونت بالالتحام مجرات كبيرة. وتبعت بعض تلك المجرات الكبيرة ومن مثلها مجرتنا مجرات قزمة صغيرة (تتبعنا مجرة ماجلان الكبرى وسحابة ماجلان الصغرى على بعد نحو 150 ألف سنة ضوئية من مجرتنا). وبقي جزء من الغاز موزعا بين المجرات وكذلك بعض المجرات الصغيرة متناثرة. ونستطيع اليوم رصد العديد من تلك المجرات القزمة حولنا، وهي رغم قربها منا فضؤها خافت وضعيف.
يكون شكل المجرات اقزمة عادة غير منتظما. وفي الرتبة التالية نجد مجرات أكبر من نوع مجرة ضلعية. وينشأ الضلع في المجرة من قوى المد والجزر ومن خلال اختلافات في شدة التأثيرات الجاذبية. تتطور المجرة الضلعية بعد ذلك مع الوقت إلى مجرة حلزونية. ويصبح الضلع في المجرة في صورة حوصلة مجرة قد تكون قرصية أو كرية الشكل. وتدور كل مجرة من نوع المجرة الضلعية أو مجرة حلزونية حول محورها وتتخذ شكلها من أفلاك النجوم فيها وتتسطح مع الزمن. والسبب في دوران النجوم في أفلاك حول حوصلة مجرة حلزونية أو قرصية يرجع إلى انكماش سحابة الغاز الأولية ونشأة دوامات فيه أو من التحام مجرات قزمة. في تلك المجرات الكبيرة يتوحد زخم الحركة في حركة دورانية منتظمة.
من الوسائل المستخدمة في التحليل النظري لتطور المجرات طرق المحاكاة بالحسابات الحاسوبية على أساس أن القوة المسيطرة هي قوة الجاذبية بين المجرات. وتبين تلك الحسابات أن الأغلبية من المجرات التي نشاهدها ينشأ من توحد مجرتين حلزونيتين غنيتين بالغاز، وينتج عنها مجرة إهليلجية (بيضوية). لا تتحرك النجوم في المجرة الإهليلجية بيضوية في مستوي واحد، وإنما تتحرك في أفلاك في شكل القطع الناقص وفي مستويات مختلفة. ويمكن تفسير الشكل البيضوي للمجرة الإهليلجية بالتقاء مجرتين قرصيتين مستويتين بزاوية (انظر الصورة)، فينتج من هذا الالتقاء مجرة أكبر لا يسودها مستوي معين واضح.

## مراحل اصطدام مجرتين والتحامهما
يستغرق التحام المجرات بين مئات الملايين من السنين إلى 5و1 مليار سنة، وتستغرق مرحلة التهدئة والاستقرار مدة أطول من ذلك كثيرا. في البدء تقترب مجرتان من بعضهنا البعض وتبدآن الدوران حول مركز ثقلهما. وهنا تلعب حجم وكتلة كل مجرة بالنسبة إلى الأخرى دورا هاما، وعلى الأخص كتلة حوصلة كل منهما وهي مناطق تكثر فيها النجوم. في نفس الوقت تتقارب المجرتين أثناء دورانهم من بعضهما. وفي أغلب الأحوال تتخل مجرة المجرة الأخرى مرات عديدة قبل أن يتم التحامهما ببعضهما. بذلك تفقد كل مجرة شكلها الأساسي ويستبدل انتماء بعض الغازات والنجوم بين المجرتين. ويقع على عاتق قوى الجاذبية الإبقاء على المجرتين متشابكتين وإلا تم انفصالهما عن بعضهما ثانيا. وقد تنفصل المجرتان مباشرة بعد التقائهما الالتقاء الأول.

محاكاة اقتراب مجرتين من بعضهما
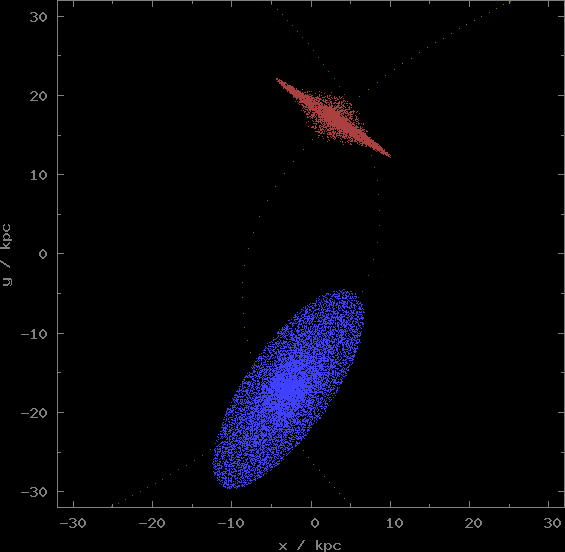
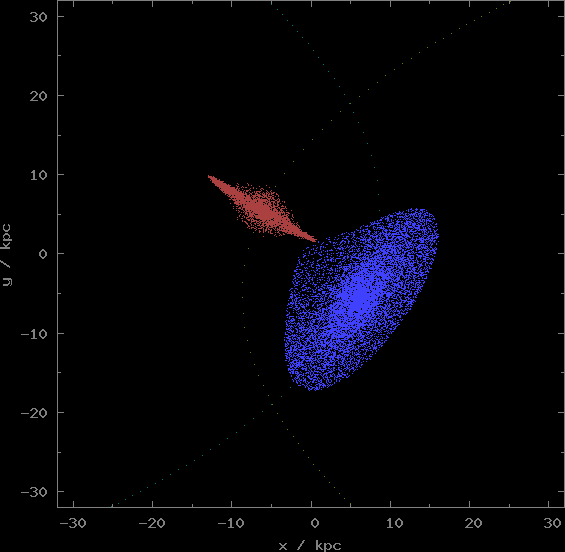
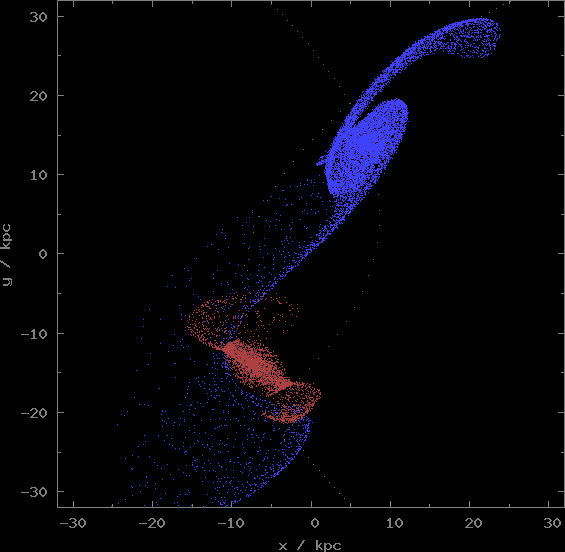

- مرحلة الاقتراب: يبين الشكل على اليمين مرحلة اقتراب مجرتتين قرصيتين. وباعتبار سرعة الاقتراب أقل من 100 كيلومتر في الثانية. ولكن توجد تقاربات قد تصل السرعة النسبية لحوصلتي المجرتين إلى 3000 كيلومتر/ثانية. وعند الاقتراب تتغير أشكال البنية الداخلية لكل من المجرتين وقد تنشأ بينهما في تلك المرحلة استبدال لجزء من الغاز والنجوم عبر ما يشبه القنطرة.
- مرحلة الاصطدام: وتمثلها الشكل الوسطي. والصورة تبين تلامس طرفي المجرتين ولا تلتقي حوصلتي المجرتين. ويتغير شكل المجرتين ويتبادلا جزءا من مادتيهما. وتعمل قوي المد والجزر كل مجرة على المنطقة القريبة لها من المجرة الأخرى، فتنتشر على الناحية البعيدة لكل منهما أذرعة بفعل قوي المد والجزر (انظر الصورة اليمني).
- التبادل التجاذبي: تبين الصورة اليسرى تغير شكلي المجرتين في الداخل وفي الخارج، وقد يحدث انزياح لمناطق غنية بالمادة في كل منهما. ثم تبعد المجرتان عن بعضهما في سيولة، وقد تعمل الجاذبية الذاتية لكل منهما على نشأة أذرعة مجرية أو ضلع مجري. وهنا تأثر البنية الداخلية عل الشكل الناتج لكل منهما. وعند ابتعاد المجرتان عن بعضهما تحدث فترة تهدئة، ينتج عنها إما أن تلتقي المجرتان مرة تالية وينتج عنه التحامهما أو تفترق المجرتان عن بعضهما البعض بعد هذا اللقاء الأول.
- الالتحام: تتحرك المجرات بالنسبة لبعضهما البعض في حركة دائرية تصغر خلالها المسافة بينهما مما يزيد من شدة اصطدام سحبها الغازية. ويتكون منها تجمع للغازات غي وسطها ويتضاغط ويتكون في السحابة الكبير نجوم. بذلك تكثر نشأة النجوم بطريقة نشطة Starburst. ويعمل نسأة النجوم المكثف وإطلاق طاقات كبيرة على تشتيت أجزاء من الغاز خارج المجرة المتكونة الكبيرة، ويبقى في المجرة عدد كبير من النجوم وقليل من الغاز. ونظرا لقلة الغاز في المجرة المتكونة الكبير فلا تنشأ فيها نجوم جديدة وتبقى نجومها القديمة المعمرة التي تكونت أثناء الالتحام. عند التحام مجرات كبيرة تنشأ غالبا مجرة إهليلجية. وعندما نرصد المجرات الإهليلجية اليوم نجد أنها تحتوي على نجوم قديمة معمرة ذات أعمار متقاربة. أما في مجرات أخرى فنجد نجوما ذات أعمار متفاوتة وكذلك نجدها تحوي كثير من الغاز.

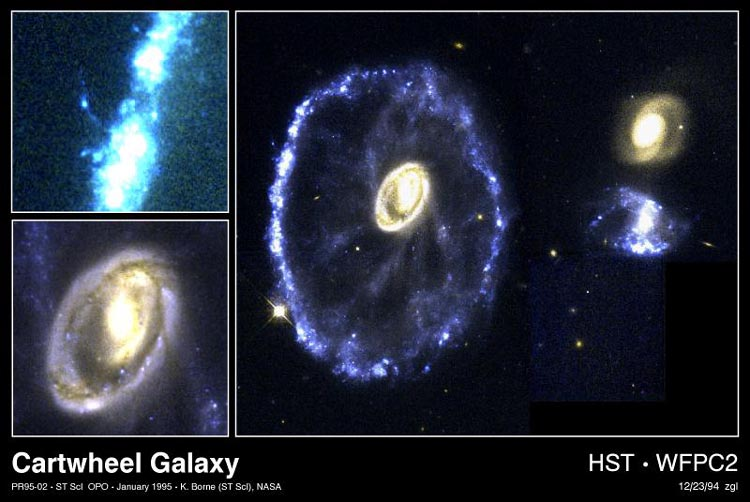
مشهد مثير لتصادم وتلاحم مجرتين في مجرة عجلة العربة ؛ صوره من تلسكوب هابل الفضائي.وكالة ناسا

- طور التهدئة : تقوم المجرة المتكونة من التحام مجرتين بعدة دورات حول نفسها تصل خلالها إلى حالة توازن. وتستغرق تلك الفترة زمنا اكول كثيرا عن مرحلة التقارب والاصتدام. وتحدث حالة التوازن تدريجيا فهي تستغرق في مركز المجرة نحو مئة مليون سنة بينما يستغرق التوازن في المناطق الخارجية عدة مليارات من السنين.

عندما تتصادم مجرات أو تلتحم ببعضها تعبر النجوم عبر بعضها ونادرا ما يحدث تصادم مباشر بينها نظرا لأن مقاييسهم أصغر بكثير من المسافات العظيمة بينهم. أما اصادام الغازات فيكون مصحوبا بفقد في طاقة الحركة مما يعمل على نشأة تجمعات نجمية كثيرة فيها نجدها في معظم المجرات المعمرة القديمة في أشكال كروية منتظمة التوزيع.
بعض تلك التجمعات النجمية الكروية تكون من نجوم قديمة معمرة تكونت قبل التصادم الأخير، وبعضا من تلك التجمعات النجمية الكروية تكون من نجوم حديثة، نشأت خلال آخر تصادم.

## مجرتا الهوائيات (مرحلة الالتحام)

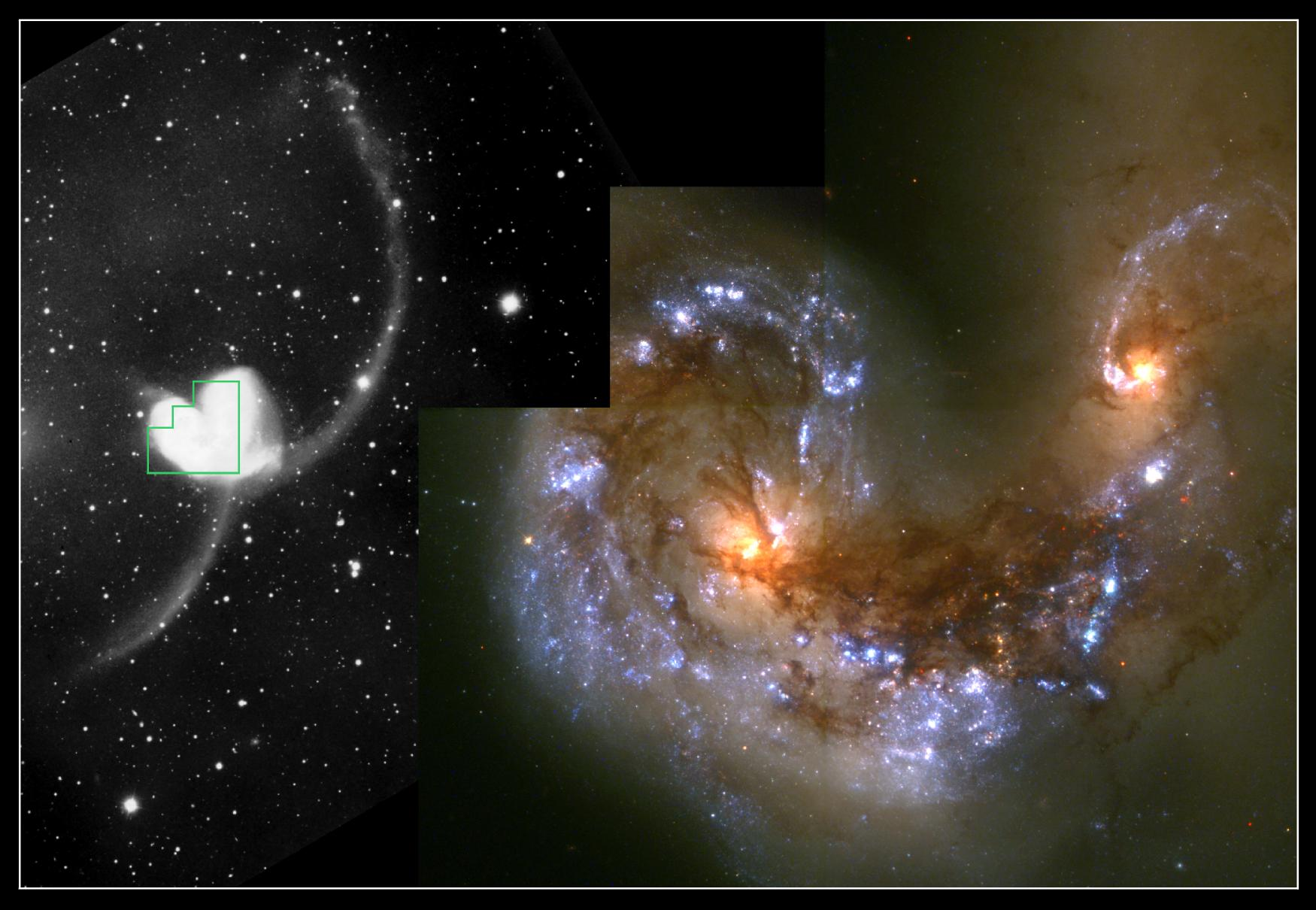
مجرتا الهوائيات.

اكتشفت مجرتا الهوائيات في 7 فبراير عام 1785 واكتشفها الفلكي الألماني البريطاني وليام هرشل واعتقد أنها جرم واحد (لم يُعرف وجود مجرات غير مجرتنا، مجرة درب التبانة، إلا عن طريق اكتشافات هابل منذ عام 1924). وتبعد مجرتا الهوائيات أو «مجرتا قرني الاستشعار» عنا نحو 68 مليون سنة ضوئية وتوجد في كوكبة الغراب. ويرجع اسمهما إلى «قرني استشعار» بالإنجليزية Antenne حيث نصطلح حاليا على أن تلك الكلمة ة تعني في نقس الوقت «هوائي». وقرني الاستشعار أو الهوائيان هما ذراعان للمجرتين اللتان دخلتا مرحلة الالتحام (انظر الصورة).
وطبقا للصورة فقد بدأت حوصلتي المجرتين مرحلة الالتحام. وخلال هذه العملية ينضغط الغاز بينهما مما يعمل على نشأة نجوم. وتبدو في منطقتي تكون النجوم وما يتبعهما من سحابتي «قرني استشعار» عقد متألقة من النجوم. نلاحظ أن الجزء الأيمن من الصورة هو تكبير لمنطقة قلبي المجرتين.

## مجرتي الفئران (مرحلة الالتحام)
مجرتي الفئران هما مجرتان حلزونيتان وتوجدا في كوكبة الهلبة. تبعدان عنا نحو 290 مليون سنة ضوئية.
وتوجد المجرتان حاليا في حالة تصادم وتداخل مع بعضهما البعض (انظر الصورة في أول المقال). وترجع تسميتهم إلى ذيلهما الطويلين الناشئين عن قوي المد والجزر بينهما - أي اختلاف قوى الجاذبية المؤثرة على الأجزاء القريبة والأجزاء البعيدة من كل من المجرتين - وهذه الظاهرة تسمى مد وجزر المجرات.
وتشكل المجرتان عضوا في تجمع مجرات الهلبة ويبدو أن المجرتان قد بدأتا الاصتدام، وسوف تستمران في تداخلهما حتى تندمجان مع بعضهما مكونتان مجرة أكبر.

## اقرأ أيضا
- التحام مجرات الطائر
- مجرة عجلة العربة
- مجرتي الفئران
- مجرتا الهوائيات
- مجرتي 1410
- مجرة عجلة العربة
- نزع إن جي سي 2207 و أي سي 2163
- مجموعات وعناقيد المجرات
- المجموعة المحلية
- مجرتي التوائم السيامية
- انفجار أشعة غاما
- مستعر أعظم 1987 أي
- مستعر أعظم
- انفجار GRB 080916C
- إن جي سي 1309
- نزع مديجزري
- أي سي 4970
- إن جي سي 6872